# 代位父母
代位父母，指某人或某組織在法律上承擔父母職能與責任的情況。該術語起源於英國的英美法系，當中將組織與個人的代位父母情況做區隔。
首先，代位父母允許大學以下學校等機構，能依照他們認為適合於學生的最佳利益與規範行事，但不允許危害學生的公民自由。
其次，如果社會剝奪孩子之親生父母的教導權，代位父母學說可給予非親生父母教養孩子的權利與義務。
代位父母學說可分為國家親權責任、心理親權與收養三種學說。